# NGC 2825
NGC 2825 é uma galáxia espiral (Sa) localizada na direcção da constelação de Lynx. Possui uma declinação de +33° 44' 35" e uma ascensão recta de 9 horas, 19 minutos e 22,4 segundos.
A galáxia NGC 2825 foi descoberta em 3 de Abril de 1831 por John Herschel.